# Reutti (Amstetten)
Reutti ist ein Teilort der Gemeinde Amstetten im Alb-Donau-Kreis in Baden-Württemberg. Reutti liegt südlich von Amstetten.

## Geschichte
Reutti entstand in der späteren Ausbauzeit. Der Ort wurde 1108 als Ruttin im Rahmen einer Schenkung von Gütern an das Kloster Blaubeuren erstmals erwähnt. Eine weitere Namensformen ist Ritin aus dem Jahr 1225. Reutti wurde 1382 von den Grafen von Helfenstein an Ulm zunächst verpfändet und 1396 verkauft. Reutti gehörte zum Amt Lonsee. Reutti kam 1803 an Bayern, 1810 an Württemberg an das Oberamt Ulm (ab 1938 Landkreis Ulm) Ulm. Reutti, das zuvor zur Gemeinde Urspring gehörte, wurde 1839 eine selbstständige Gemeinde. Diese wurde im Zuge der Gebietsreform in Baden-Württemberg am 1. Januar 1975 nach Amstetten eingegliedert.
In Reutti ist auf dem Gebiet der ehemaligen Gemeinde eine Ortschaft im Sinne der baden-württembergischen Gemeindeordnung mit eigenem Ortschaftsrat und eigenem Ortsvorsteher eingerichtet. Sie umfasst das Dorf Reutti und das Gehöft Wannenhof.

## Bevölkerungsentwicklung
| - 1852: 189 - 1871: 177 - 1880: 201 - 1890: 164 - 1900: 199 - 1910: 173 - 1925: 180 - 1933: 166 | - 1939: 170 - 1950: 273 - 1956: 226 - 1961: 198 - 1970: 199 - 2011: 170 - 2018: 188 |

Jeweils Volkszählungsergebnisse bzw. Fortschreibung der Einwohnerzahlen. Die Zahlen beziehen sich auf das Gemeindegebiet mit Gebietsstand vom 27. Mai 1970.

## Wappen
Die Blasonierung des ehemaligen Gemeindewappens lautet: „In gespaltenem Schild vorne in Silber ein grüner Laubbaum, hinten in Grün gekreuzt eine silberne Axt und eine silberne Säge.“